# بی‌آوایی
بی‌آوایی (به انگلیسی: Aphonia) به عنوان ناتوانی در تولید صدای صوتی تعریف می‌شود. آسیب به عصب ممکن است نتیجه جراحی (به عنوان مثال، تیروئیدکتومی) یا تومور باشد.
آفونیا به معنای «بدون صدا» است. به عبارت دیگر فرد مبتلا به این اختلال، صدای خود را از دست داده‌است.

## جستارهای بیشتر
- لال بودن